# نظرية بلاسيوس
في ديناميكيات الموائع تنص نظرية بلاسيوس على أن القوة التي يختبرها جسم ثابت ثنائي الأبعاد في تدفق ثابت لا دوراني تعطى بواسطة العلاقة التالية:
{\displaystyle F_{x}-iF_{y}={\frac {i\rho }{2}}\oint _{C}\left({\frac {\mathrm {d} w}{\mathrm {d} z}}\right)^{2}\mathrm {d} z}
ويتم تعبير عزم الجسم حول الجسم بواسطة:
{\displaystyle M=\Re \left\{-{\frac {\rho }{2}}\oint _{C}z\left({\frac {\mathrm {d} w}{\mathrm {d} z}}\right)^{2}\mathrm {d} z\right\}.}
هنا،
- {\displaystyle (F_{x},F_{y})} هي القوة المؤثرة على الجسم،
- {\displaystyle \rho } هي كثافة السائل،
- {\displaystyle C} هو تدفق محيط حول الجسم،
- {\displaystyle w=\phi +i\psi } هي الإمكانات العقدية ( {\displaystyle \phi } هي السرعة المحتملة، {\displaystyle \psi } هي وظيفة التدفق )،
- {\displaystyle {\mathrm {d} w}/{\mathrm {d} z}=u_{x}-iu_{y}} هي السرعة العقدية ( {\displaystyle (u_{x},u_{y})} هو متجه السرعة)،
- {\displaystyle z=x+iy} هل المتغير العقدي ( {\displaystyle (x,y)} هو موقع الشعاع)،
- {\displaystyle \Re } هو الجزء الحقيقي من العدد المركب،
- {\displaystyle M} هي اللحظة التي تعمل فيها أصل الإحداثيات على الجسم.

تسمى الصيغة الأولى أحيانًا بصيغة Blasius – Chaplygin.
سميت النظرية باسم بول ريتشارد هاينريش بلاسيوس، الذي اشتقها عام 1911. تتبع نظرية كوتا-جوكوفسكي مباشرة من هذه النظرية.